# Celjské hrabství
Celjské hrabství neboli Hrabství Celje (německy Grafschaft Cilli), byl v letech 1341 až 1456 středověký stát na území současného Slovinska, který patřil k Svaté říši římské. Centrem hrabství bylo město Celje, které bylo v letech 1341–1456 sídlem rodu Celjských. Roku 1418 získali Celjští panství korutanských hrabat z Ortenburku, jejichž rod se smrtí hraběte Fridricha III. zcela vymřel. O několik desítek let stihl Celjské podobný osud, když byl významný celjský hrabě zabit. Jakmile rod Celjských vymřel smrtí posledního mužského potomka Oldřicha II. (Ulricha), stali se místními pány Habsburkové a dosud svébytné hrabství bylo začleněno do sousedního Štýrského vévodství.
Za svého života dosáhl celjský hrabě Oldřich II. významného mocenského postavení, byl Zikmundem Lucemburským povýšen na říšského knížete, pověřen byl Albrechtem Habsburským k jeho zastupování v Čechách, významně se podílel na politice v Uhrách atd. 9. listopadu 1456 byl zabit muži Ladislava Hunyadiho. Oldřichovou smrtí vymřela mužská linie hrabat z Celje.